# Shawn Elliott
Shawn Elliott, all'anagrafe Eliezer Santiago Solis (Santurce, 24 febbraio 1937 – New York, 11 marzo 2016) è stato un attore e cantante statunitense.

## Biografia
Dopo aver inciso alcuni singoli per l'Atlantic Records, negli anni 70 Elliott si concentrò nella carriera d'attore, sia in campo televisivo che cinematografico. Recitò anche a Broadway nei musical City of Angels (1989) e Marie Christine (1999).
Elliott fu sposato con l'attrice Donna Murphy dal 1990 al 2016, quando morì, e nel 2006 la coppia adottò una bambina, Darmia Hope. Elliott aveva anche altre due figlie, Ivy e Justine, da una precedente relazione.

## Filmografia parziale

### Cinema
- Beat Street, regia di Stan Lathan (1984)
- Crossover Dreams, regia di Leon Ichaso (1985)
- Un poliziotto fuori di testa (Off Beat), regia di Michael Dinner (1986)
- Scommessa con la morte (The Dead Pool), regia di Buddy Van Horn (1988)
- Fa' la cosa giusta (Do the Right Thing), regia di Spike Lee (1989)
- Doppia identità (Impulse), regia di Sondra Locke (1990)
- Tredici variazioni sul tema (Thirteen Conversations About One Thing), regia di Jill Sprecher (2001)
- La frode (Arbitrage), regia di Nicholas Jarecki (2012)
- Broken City, regia di Allen Hughes (2013)

### Televisione
- I Robinson (The Cosby Show) - serie TV, 1 episodio (1985)
- Miami Vice - serie TV, 2 episodi (1985-1987)
- Hunter - serie TV, 1 episodio (1986)
- Un uomo chiamato Falco (A Man Called Hawk) - serie TV, 1 episodio (1989)
- Law & Order - I due volti della giustizia (Law & Order) - serie TV, 8 episodi (1992-2002)
- 100 Centre Street - serie TV, 1 episodio (2001)
- CSI: Miami - serie TV, episodio 1x09 (2002)
- Kidnapped - serie TV, 1 episodio (2006)

## Doppiatori italiani
Nelle versioni in italiano delle opere in cui ha recitato, Shawn Elliott è stato doppiato da:
- Carlo Valli in Doppia identità
- Piero Tiberi in Law & Order - I due volti della giustizia (ep. 3x08 e 5x03)
- Oliviero Dinelli in Law & Order - I due volti della giustizia (ep. 6x04)
- Luciano Roffi in Law & Order - I due volti della giustizia (ep. 6x21)
- Diego Reggente in Law & Order - I due volti della giustizia (ep. 11x07, 12x13)
- Nino Prester in CSI: Miami
- Leslie La Penna ne La frode